# IslamWeb.net
IslamWeb.net — один из крупнейших и самый популярный исламский сайт в мире (70 миллионов посетителей в 2011 году). Администрируется Министерством вакфов и религиозных дел Катара. Открылся в 1998 году. Включает в себя огромнейшую библиотеку исламской литературы на арабском языке и аудиофайлы с лекциями шейхов, а также авторские статьи. Предоставляет различные сервисы вроде определения времени намаза в точках мира. Имеются секции на английском, испанском, немецком, французском языках. 

## Достижения
- В 2005 сайт выиграл награду Arab eContent Award.
- В 2007 сайт выиграл награду World Summit Award от ВВУИО ООН.
- В 2009 получил первое место в категории eContent на конкурсе в Маскате.